# Луций Лициний Сура
Луций Лициний Сура (лат. Lucius Licinius Sura) — римский государственный деятель второй половины I века — начала II века, консул 102 и 107 года. Происходил из провинции, сделал блестящую карьеру, занимая ряд должностей при императорах Домициане, Нерве и Траяне, был дружен с Плинием Младшим.

## Биография

### Происхождение
По мнению историка П. ле Ру, семья Луция Лициния Суры происходила из колонии Цельса, расположенной в долине реки Эбро. По всей видимости, предками Суры были выходцы из местных племен, достигшие муниципальных должностей в конце эпохи второго триумвирата или начале правления Октавиана Августа. Упомянутый на арке из испанского города Рода-де-Бара Луций Лициний Сура, по всей видимости, был предком Луция. Он идентифицируется с магистратом Цельсы. В начале принципата род Суры перебрался из Цельсы в Тарракон.
Луций Лициний Сура родился 6 апреля 40 года в Тарраконской Испании. Он принадлежал к Сергиевой трибе.

### Карьера при Флавиях
Сура относился к классу так называемых «новых людей» (лат. homines novi). Он был возведен в сенаторское сословие во время правления императора Веспасиана после того, как побывал на должности квестора. Сура занимал видное место в Риме в начале 80-х годов I века, где он вел успешную адвокатскую практику. Поэт Марк Валерий Марциал считал его великим оратором.
Дата первого консульства Луция (а первый раз он был консулом-суффектом) остаётся предметом дискуссий. По одной версии, он находился на посту консула-суффекта в 80-е годы, возможно, в 85 или 86 году. Сторонники данного предположения объясняют такую датировку слишком частым упоминанием Суры у Марциала и тем, что он занимал несколько важных должностей в рассматриваемый период. Другие ученые датируют первое консульство Суры 93 или 97 годом. Вероятно, он был легатом пропретором Верхней Германии или Белгики между 89 и 92 годом и имел ранг консуляра. До этого Сура, предположительно, находился на посту легата I легиона Минервы.
Он вошёл в состав жреческих коллегий августалов и понтификов, возможно, уже в правление Домициана. В эпиграмме, относящейся к 92 году, Марциал восхвалял эрудицию Суры и радовался его выздоровлению от тяжелой болезни:
«Ты из ученых мужей славнейший, Лициний наш Сура,
Чей воскрешает язык древних ораторов мощь,
Снова ты нам возвращен (о, Судеб великая милость!),
Хоть и готов был вкусить Леты недавно воды».

### Служба при Нерве и Траяне
Во время правления Нервы Сура был одним из наиболее влиятельных римских сенаторов и, возможно, сыграл ведущую роль в выборе императором в качестве преемника своего друга Траяна. В самом деле, вполне вероятно, что решение об усыновлении Траяна было принято Нервой в одиночку, но нельзя отрицать и ту возможность, что он руководствовался в своем выборе советом Лициния Суры, призывавшего Траяна захватить императорскую власть, чтобы избежать кризиса престолонаследия. В начале правления Траяна Сура являлся одним из самых близких советников императора, будучи надежным человеком, обладающим дипломатическими способностями. Когда Траян стал императором, он доверил Луцию управление провинцией Нижняя Германия. По всей видимости, между 100 и 102 годом Сура занимал должность проконсула Азии.
Сура принимал участие в обеих дакийских кампаниях Траяна в 101—102 и 105—106 годах. Он был выбран императором в качестве посредника вместе с префектом претория Тиберием Клавдием Ливианом для переговоров с дакийским царём Децебалом во время первого похода. Во второй войне Сура был одним из советников Траяна. Хотя о вкладе Суры в обеих кампаниях мало известно, каждый раз после окончания очередного похода он занимал должность ординарного консула. При этом консулами три раза становились очень редко, в основном только члены императорской фамилии. В 102 году Сура был консулом вместе с Луцием Юлием Урсом Сервианом, в 107 году — с Квинтом Сосием Сенеционом, ближайшими соратниками Траяна. Сура был одним из самых влиятельных советников Траяна и одним из архитекторов политики, проводимой императором. Кроме того, он писал послания и речи для государя.

### Общественная деятельность. Смерть
Когда Луций Лициний Сура скончался в 108 году, Траян устроил ему похороны за государственный счет и приказал воздвигнуть статую в его честь. На месте виллы Суры были построены термы, получившие по его имени название «Суранские». Сура пользовался большим уважением Траяна, о чём сообщает Дион Кассий:
«Взаимная дружба и доверие между Сурой и Траяном были столь сильны, что, какую бы клевету ни возводили на Суру — а так всегда происходит со всеми, кто становится влиятельным при императорах, — Траян никогда не испытывал к нему ни подозрений, ни неприязни. Но, напротив, когда завистники стали особенно досаждать ему, император незваным пришел к нему домой на обед и, отослав всю свою стражу, сначала попросил врача Суры намазать ему глаза, а затем его цирюльника побрить его (ведь и сами императоры, и все прочие люди следовали этому древнему обыкновению; первым обычай носить бороду ввел Адриан). Сделав это, он совершил омовение и отобедал, а на следующий день, позвав друзей из тех, кто обыкновенно дурно отзывался о Суре, сказал им: „Если бы Сура хотел убить меня, он сделал бы это вчера“. Он поступил прекрасно, рискнув ради оклеветанного человека, но ещё прекраснее была его уверенность в том, что он никогда не пострадает от него. Таким образом, его вера в свою правоту больше укрепилась благодаря его собственному представлению о делах Суры, нежели благодаря мнению других».
Сура построил за собственные средства гимнасий в Риме, что говорит о его богатстве. Он имел большое влияние в Тарраконской Испании и был патроном города Барцино. Сура владел виллой рядом с храмом Дианы и оказывал поддержку цирковым играм на Авентине. Он помог Адриану вернуть дружбу Траяна и первый сообщил ему о том, что тот будет усыновлен императором. Сура состоял в переписке с Плинием Младшим. В одном из писем Плиний рассказывает ему о водных источниках, а в другом спрашивает его мнения о существовании призраков. Плиний подчёркивает «глубокую ученость» Суры. Он также покровительствовал поэту Марциалу, который посвятил ему несколько своих эпиграмм.
Кроме того, изображение Суры высечено на колонне Траяна.